# Sportschau
Die Sportschau is een regelmatig uitgezonden ARD-sportprogramma, geproduceerd door de WDR in Keulen en sinds 4 juni 1961 uitgezonden op de televisiezender Das Erste. Naast de zaterdageditie, waarin samenvattingen van Bundesliga-wedstrijden worden getoond, is er ook een zondageditie die verslag doet van actuele sportevenementen uit verschillende sporten.

## Geschiedenis
De eerste uitzending van Die Sportschau vond plaats op 4 juni 1961 bij ARD 2. De eerste acht weken was er helemaal geen berichtgeving over voetbal en pas met de start van de Bundesliga in 1963 werd de show verplaatst naar de zaterdag. Op zondag was er een tweedelige Sportschau, waarin sporten als paardenrennen, paardrijden, handbal, volleybal en tafeltennis centraal stonden. Lange tijd stond objectiviteit voorop, wat sinds 1971 wat versoepeld is, onder meer door de verkiezing tot doelpunt van de maand. De eerste winnaar was Gerhard 'Gerd' Faltermeier, wiens doelpunt van 28 maart 1971 als beste werd gekozen.
Het belangrijkste item van Die Sportschau die zaterdag om 17:45 uur werd uitgezonden, was de 1e Bundesliga. Het filmmateriaal werd aanvankelijk per motor naar Keulen of een nabijgelegen televisiestudio vervoerd voor verwerking. Vanwege onvoldoende tijd tussen het einde van de wedstrijd om 17:20 uur en het begin van de uitzending, werd deze verplaatst naar 18:00 uur om de verwerkingstijd van het uitgezonden materiaal te vergroten. Sinds 1984 nam de concurrentiedruk van de net begonnen particuliere omroepen toe. In 1988 verloor het sportprogramma de uitzendrechten die het eerder had verworven voor 18 miljoen DM aan de in Keulen gevestigde particuliere omroep RTL, die de DFB 135 miljoen DM per seizoen betaalde. In de jaren daarna verwierf RTL de uitzendrechten voor de show Anpfiff, die entertainmentelementen bevatte, totdat de televisiezender Sat.1 aan het begin van het seizoen 1992/1993 de eerste exploitatierechten voor de Bundesliga kreeg. Die Sportschau zendt sinds het seizoen 2003/2004 als eerste Free TV-zender beelden uit van de actuele speeldag op zaterdag. Tussen 1992 en 2003 was er elke zaterdag om 17.30 uur een programma van slechts een half uur met nieuws uit de Bundesliga van de week ervoor.
De titelmelodie van de sportshow is Topsy, geschreven door Werner Müller en oorspronkelijk uitgebracht als de B-kant van de single Schaufenster Deutschland. In de jaren 1980 werd het nummer Tour de France gebruikt door de band Kraftwerk voor de rubriek Tour de France.
Sinds 4 januari 2011 is er een Sportschau-app beschikbaar voor iPod touch en iPhone, maar ook voor Android-systemen, Windows Phone en Windows 8, waarmee onder meer sportnieuws en soortgelijke informatie kunnen worden opgeroepen. Na de Tagesschau-app is dit de tweede ARD-app.
Op 31 mei 2016 werd de show opnieuw ontworpen door BDA Creative voor het EK voetbal 2016 met een nieuw on-air ontwerp, een nieuw huisstijlontwerp en een nieuwe homepage.

## Presentatoren

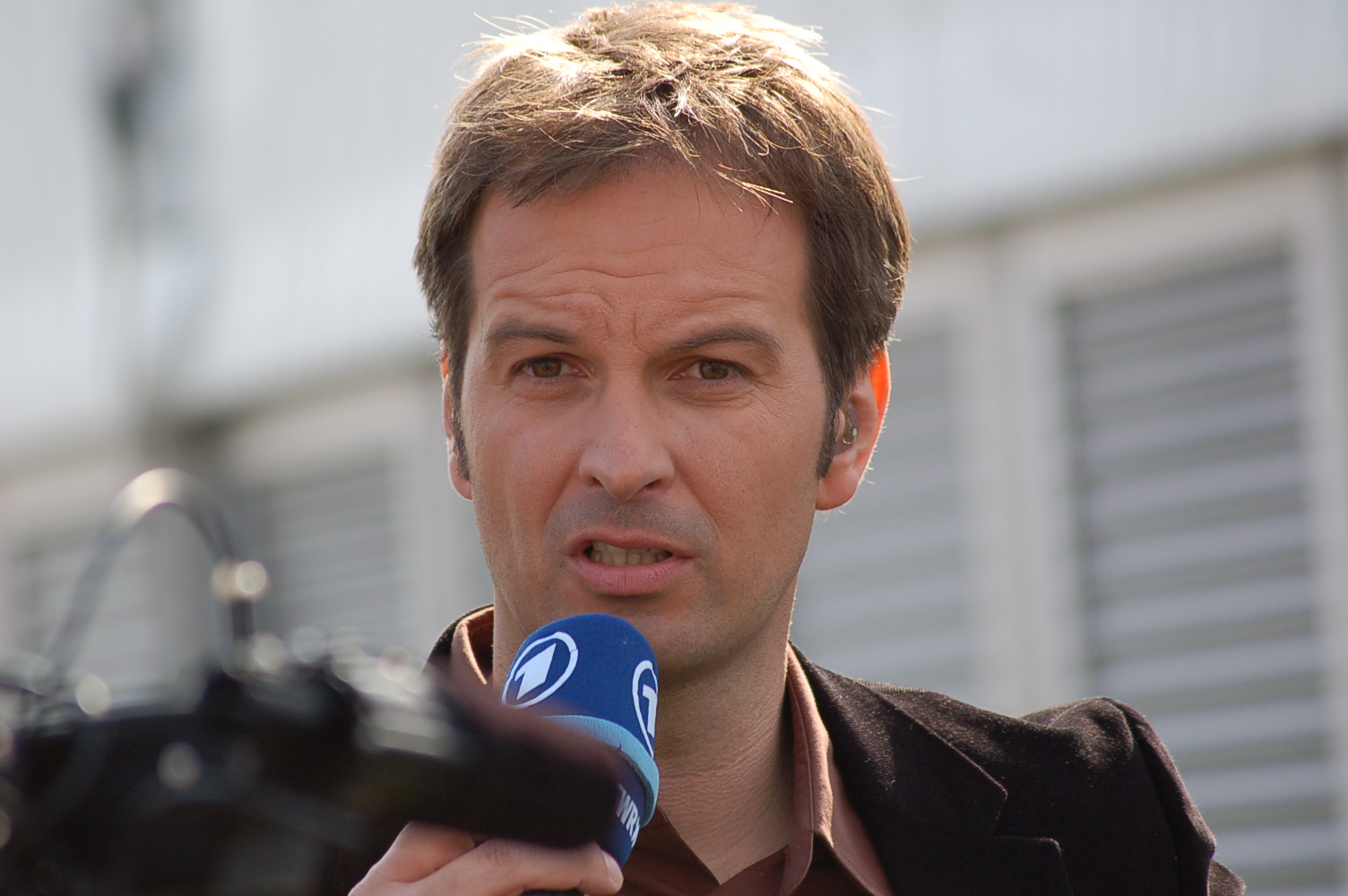
Claus Lufen (WDR), sinds 1997
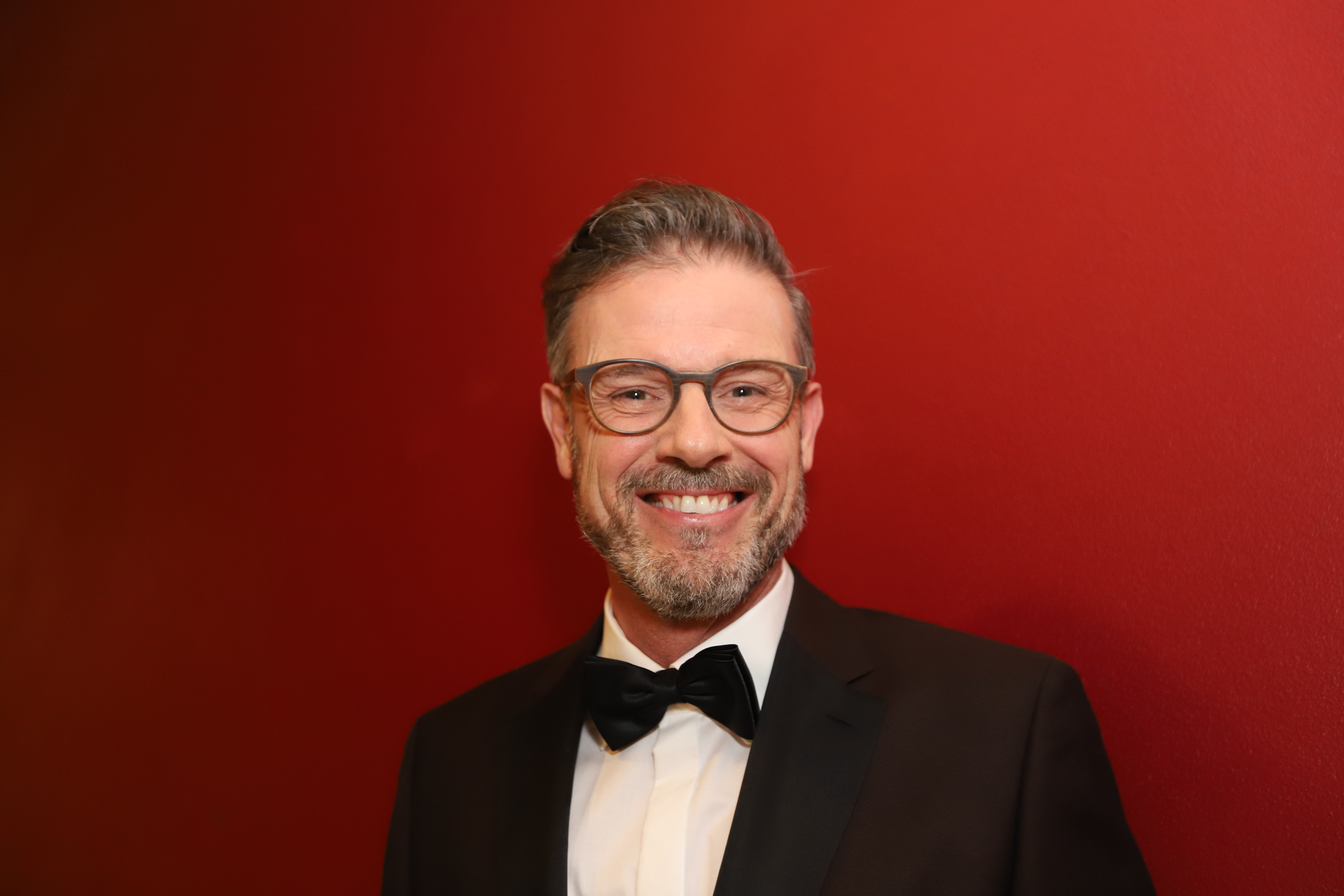
Michael Antwerpes (SWR), sinds 1998
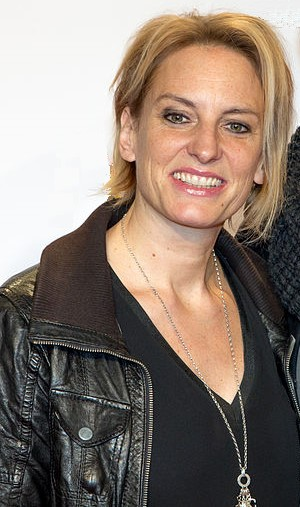
Okka Gundel (WDR), sinds 2008
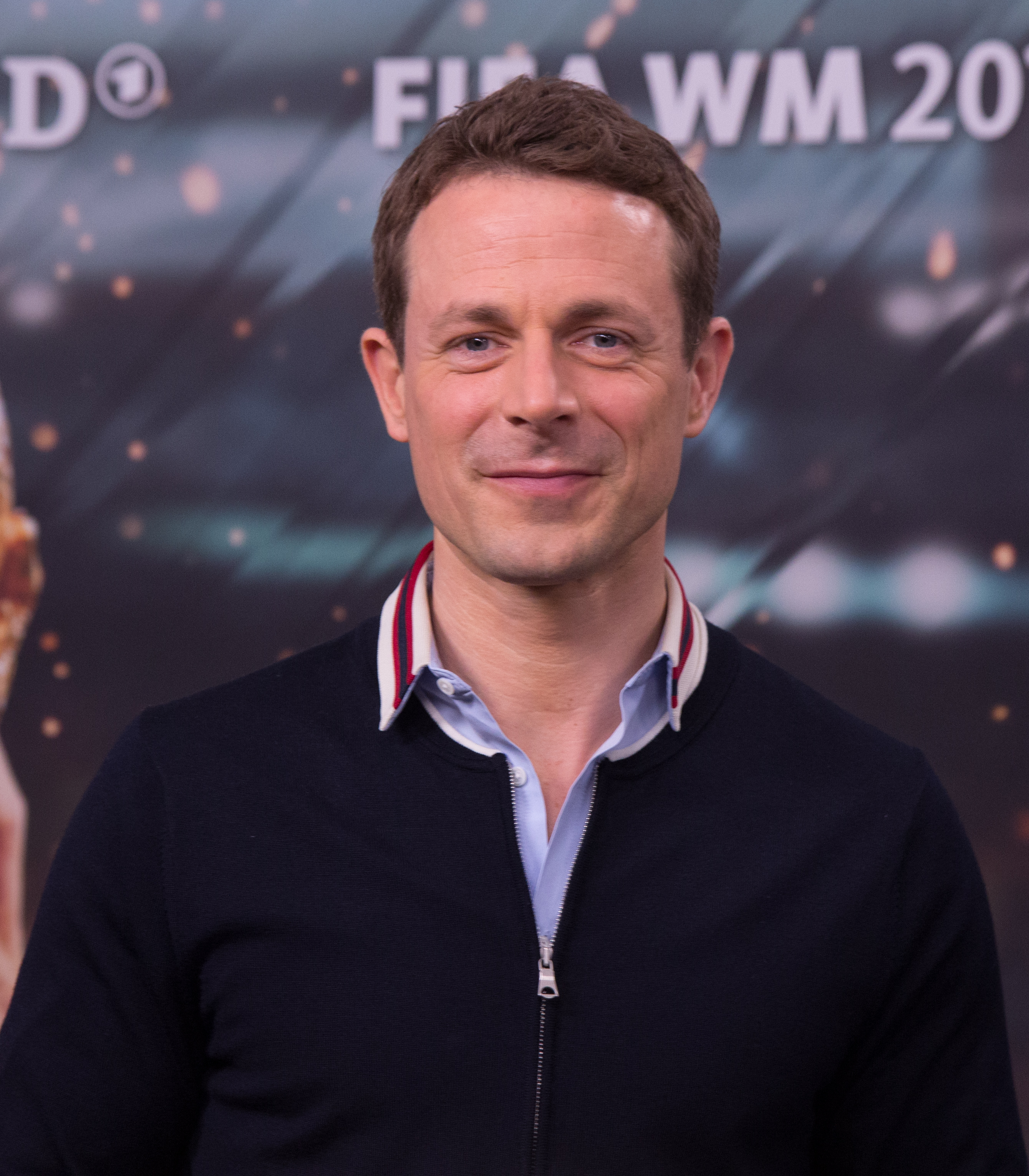
Alexander Bommes (NDR), sinds 2011
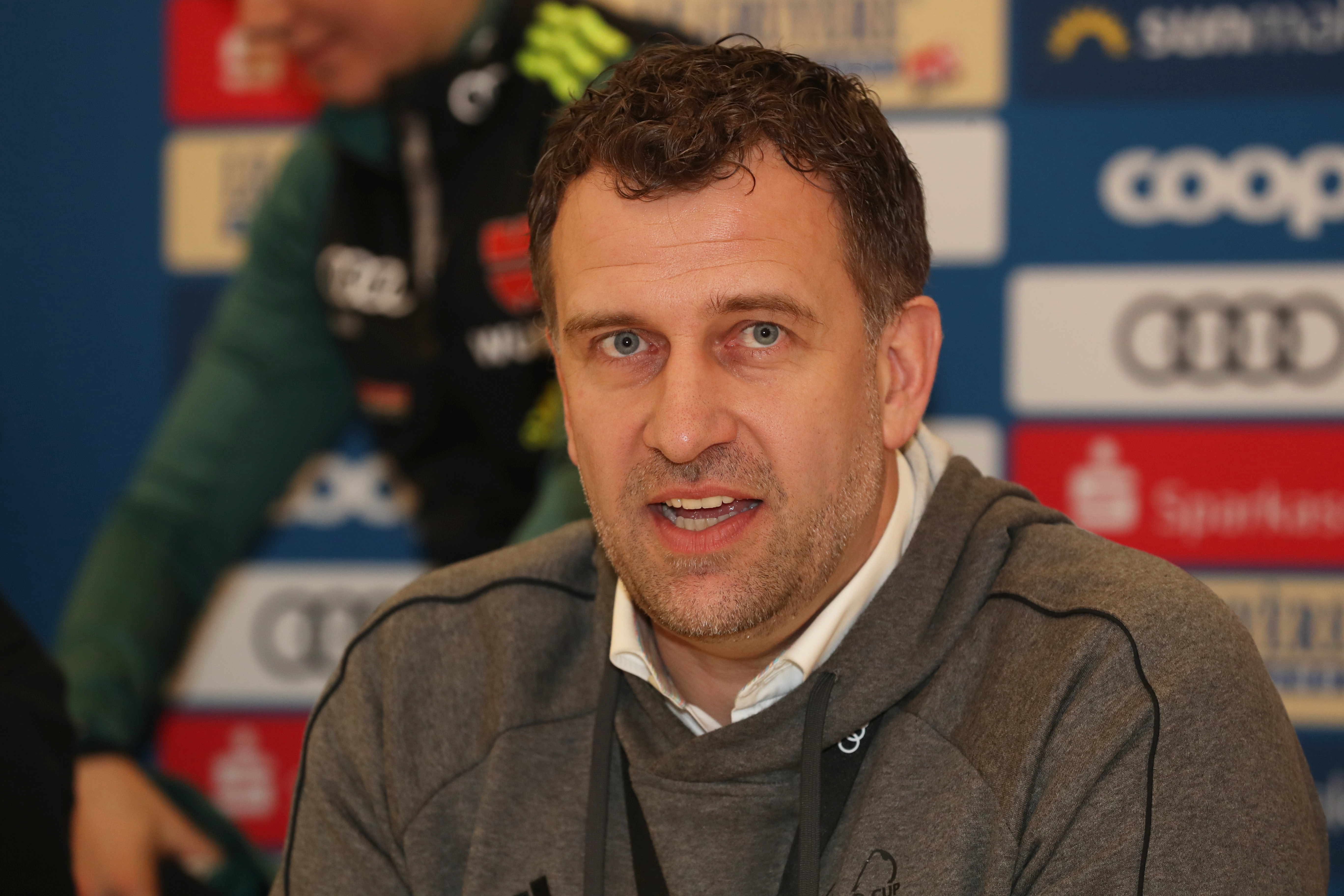
René Kindermann (MDR), sinds 2011
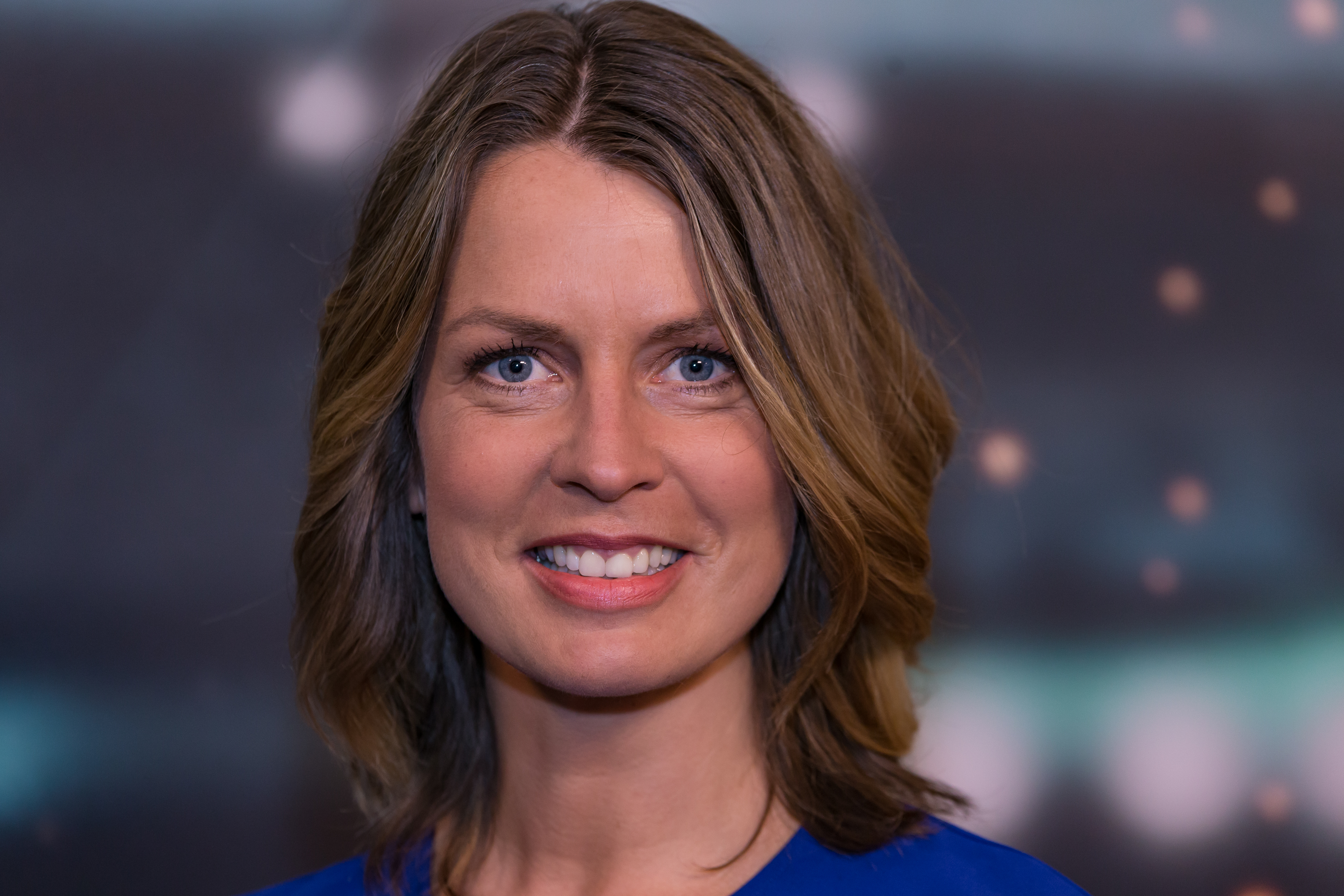
Jessy Wellmer (rbb), sinds 2014
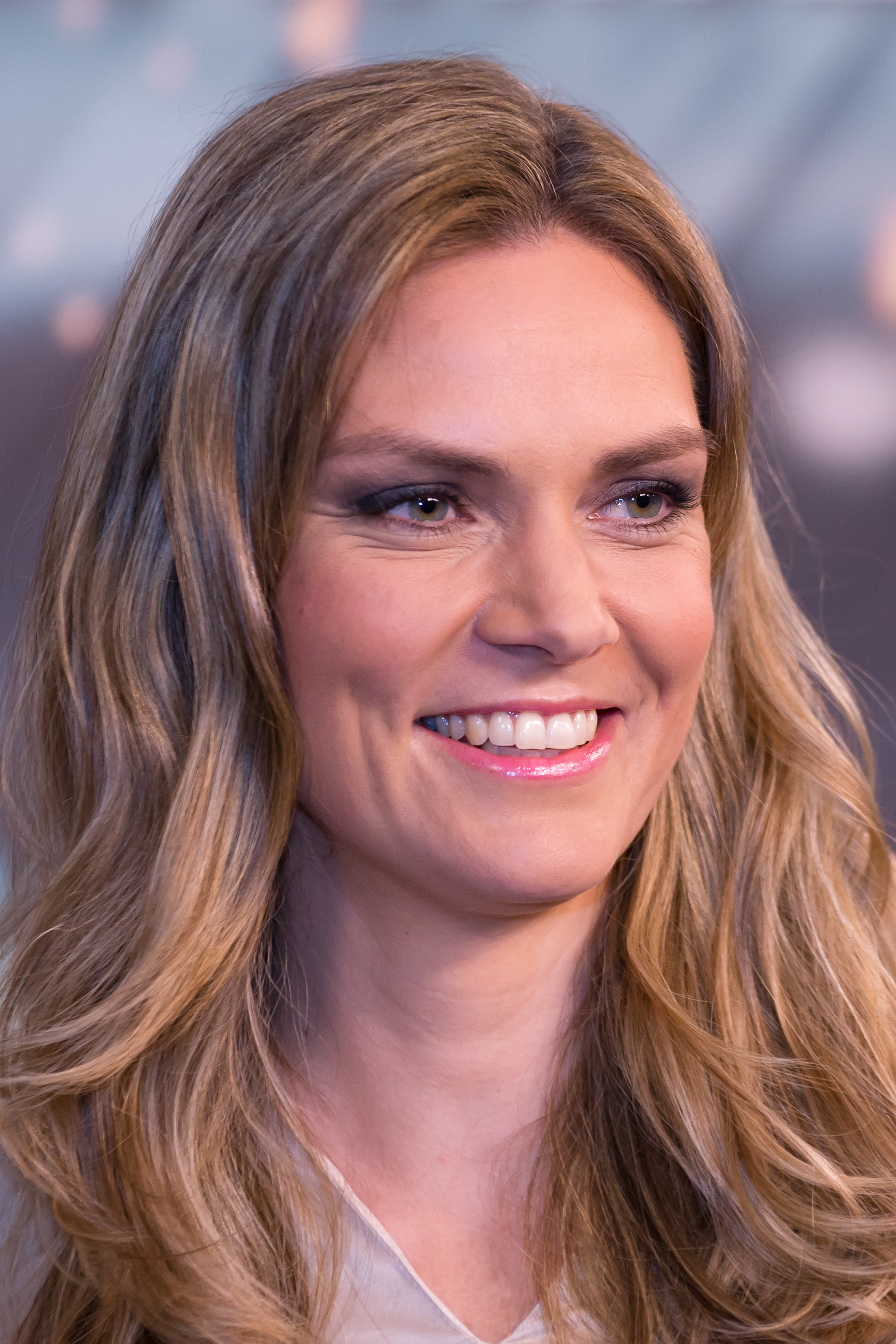
Julia Scharf (BR), sinds 2014
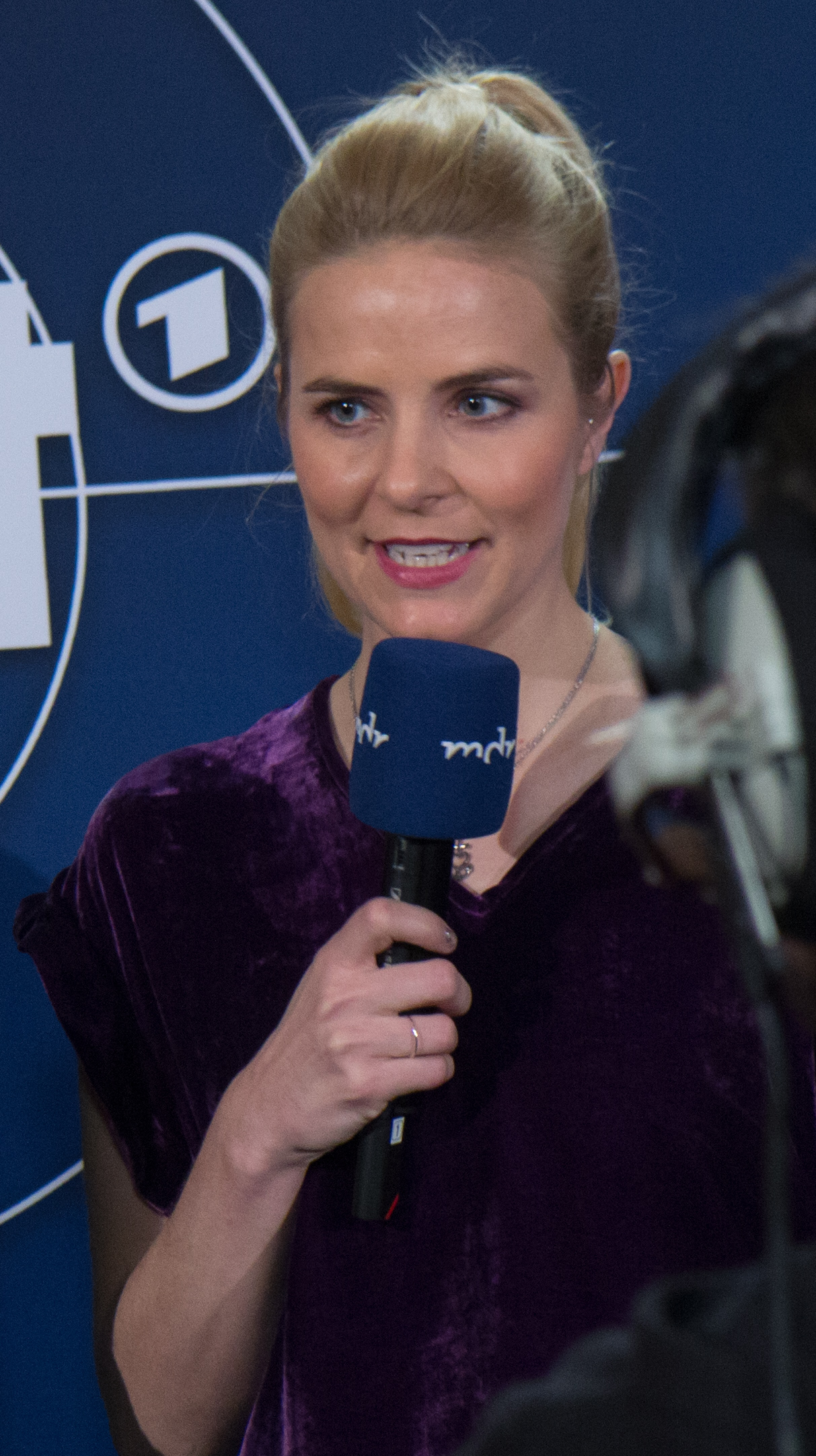
Stephanie Müller-Spirra (MDR), sinds 2018
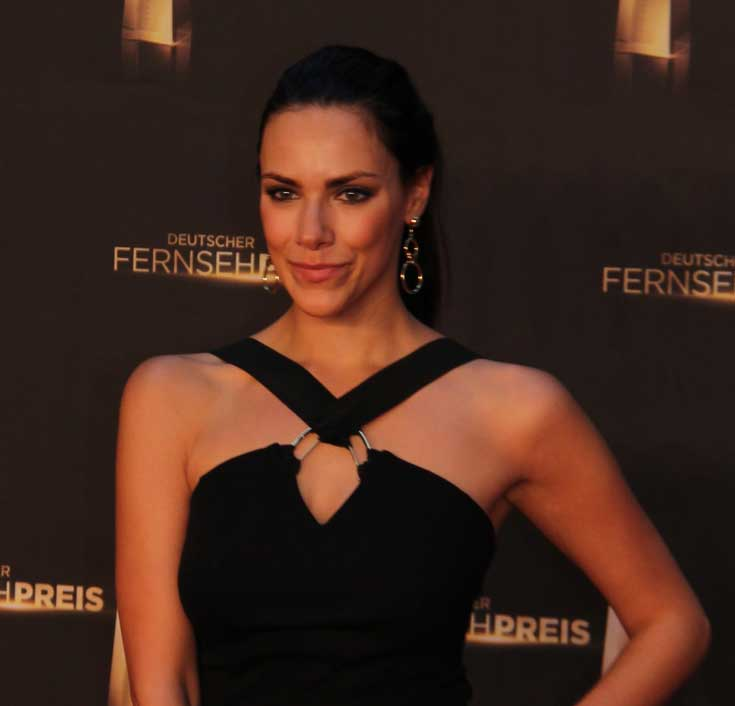
Esther Sedlaczek (WDR), sinds 2021

De tabel, die in de beginweergave alfabetisch op naam is gesorteerd, kan worden gesorteerd door op de symbolen in de kolomkoppen te klikken.
| Presentator/trice         | Zender | Geslacht | van  | tot   |
| ------------------------- | ------ | -------- | ---- | ----- |
| Addi Furler               | WDR    | m        | 1961 | 1995  |
| Alexander Bommes          | NDR    | m        | 2011 | ?     |
| Alexander von Bentheim    | SFB    | m        | 1967 | 1967  |
| Anne Will                 | SFB    | v        | 1999 | 2001  |
| Arnim Basche              | WDR    | m        | 1964 | 1965  |
| Claus Lufen               | WDR    | m        | 1997 | heden |
| Dieter Adler              | WDR    | m        | 1966 | 1984  |
| Eberhard Stanjek          | BR     | m        | 1971 | 1985  |
| Ernst Huberty             | WDR    | m        | 1961 | 1982  |
| Esther Sedlaczek          | WDR    | v        | 2021 | ?     |
| Franziska Schenk          | MDR    | v        | 2012 | 2014  |
| Fritz Klein               | NDR    | m        | 1975 | 1986  |
| Gerd Rubenbauer           | BR     | m        | 1992 | 2005  |
| Gerhard Delling           | NDR    | m        | 1990 | 2019  |
| Gerhard Meier-Röhn        | SWR    | m        | 1991 | 1996  |
| Günter Siefarth           | WDR    | m        | 1961 | 1964  |
| Günter Wölbert            | SDR    | m        | 1971 | 1975  |
| Hagen Boßdorf             | ORB    | m        | 2000 | 2000  |
| Hans-Joachim Rauschenbach | hr     | m        | 1968 | 1989  |
| Heinz Deutschendorf       | SFB    | m        | 1968 | 1970  |
| Heribert Faßbender        | WDR    | m        | 1982 | 1998  |
| Holger Obermann           | hr/SDR | m        | 1971 | 1984  |
| Hugo Murero               | WDR    | m        | 1965 | 1966  |
| Ines Riedel               |        | v        |      |       |
| Jessy Wellmer             | rbb    | v        | 2014 | ?     |
| Jochen Sprentzel          | SFB    | m        | 1988 | 1994  |
| Jörg Wontorra             | RB     | m        | 1984 | 1992  |
| Julia Scharf              | BR     | v        | 2014 | ?     |
| Jürgen Emig               | HR     | m        | 1990 | 2004  |
| Karl Senne                |        | m        | 1961 | 1962  |
| Klaus Schwarze            | WDR    | m        | 1978 | 1996  |
| Kurt Brumme               | WDR    | m        | 1965 | 1966  |
| Lea Wagner                | SWR    | v        | 2021 | ?     |
| Manfred Vorderwülbecke    |        | m        | 1975 | 1988  |
| Matthias Opdenhövel       | WDR    | m        | 2011 | 2021  |
| Michael Antwerpes         | SWR    | m        | 1998 | ?     |
| Monica Lierhaus           |        | v        | 2004 | 2009  |
| Okka Gundel               | WDR    | v        | 2008 | ?     |
| Oskar Klose               | BR     | m        | 1967 | 1969  |
| Peter Langer              |        | m        | 1963 | 1964  |
| Ralf Scholt               | WDR/hr | m        | 1995 | 2014  |
| Reinhold Beckmann         | WDR    | m        | 1988 | 1992  |
| Reinhold Beckmann         | WDR    | m        | 2003 | 2017  |
| René Kindermann           | MDR    | m        | 2011 | ?     |
| Rudi Michel               | SWF    | m        | 1965 | 1966  |
| Sabine Hartelt            | WDR    | v        |      |       |
| Silke Böschen             |        | v        | 2005 | 2006  |
| Steffen Simon             | SFB    | m        | 1994 | 1998  |
| Stephanie Müller-Spirra   | MDR    | v        | 2018 | ?     |
| Volker Kottkamp           | SWF    | m        | 1975 | 1983  |
| Volker Rath               |        | m        | 1966 | 1966  |
| Waldemar Hartmann         | BR     | m        | 1990 | 2008  |
| Walter Hahn               |        | m        | 1963 | 1963  |
| Werner Lux                |        | m        | 1961 | 1970  |
| Werner Zimmer             | SR     | m        | 1966 | 1993  |
| Wilfried Mohren           | MDR    | m        | 1992 | 1995  |
| Wolfgang Klein            | NDR    | m        | 1966 | 1966  |
| Wolfgang Nadvornik        | BR     | m        | 2007 | 2011  |
| Wolfhard Kuhlins          | hr     | m        | 1966 | 1987  |

Stand: mei 2020

## Speciale uitzendingen
De ARD zendt wedstrijden van het Duitse nationale voetbalelftal uit, evenals wereldkampioenschappen voetbal en Europese voetbalkampioenschappen in een sportprogramma (altijd afgewisseld met ZDF). Ook de UEFA Cup-wedstrijden van de Duitse teams werden live uitgezonden. Tot het seizoen 2008/2009 zond Die Sportschau echter alleen wedstrijden uit die door Duitse teams werden gespeeld tot de laatste zestien. Daarnaast wordt er per speeldag één wedstrijd in de DFB Cup exclusief live uitgezonden op Free-TV. Tot het seizoen 2011/2012 zond ARD de wedstrijden afwisselend uit met ZDF, dat vanwege de uitzending van de UEFA Champions League geen bod meer deed op de rechtenperiode 2015/2016 en de uitzendrechten geheel aan ARD overliet. Daarnaast werd op de eerste uitzending de finale van de DFB Cup voor dames uitgezonden.
Live-uitzendingen van evenementen in andere sporten, zoals de Olympische Spelen, worden ook uitgezonden als onderdeel van een sportshow.
Das Erste was ook actief in de autosport. ARD was van 2005 tot 2017 de exclusieve tv-partner van de DTM en zond dus alle kwalificatiesessies en races van het betreffende seizoen uit als onderdeel van Die Sportschau. Eerder (2000-2004) had ze de DTM-races afwisselend uitgezonden met ZDF, dat na het seizoen 2004 was gestopt en de uitzendrechten volledig aan ARD had overgelaten. In 2018, 18 jaar later, verloor ARD alle live-rechten op de DTM aan de particuliere omroep Sat.1, die vanaf dat moment exclusief uitzendt.

### Presentatoren, reporters en experten van speciale uitzendingen
| Sport             | Presentatoren                                                                                         | Reporters                                                                                         | Experts                                         |
| ----------------- | --- | ------------------------------------------------------------------------------------------------- | ----------------------------------------------- |
| Zomersport        | |                                                                                                   |                                                 |
| Voetbal           | Esther Sedlaczek (WDR) Claus Lufen (WDR) Alexander Bommes (NDR) Jessy Wellmer (RBB) Julia Scharf (BR) | Tom Bartels (SWR) Gerd Gottlob (NDR) Bernd Schmelzer (BR) Stephanie Baczyk (RBB) Florian Naß (HR) | Bastian Schweinsteiger Thomas Broich Nia Künzer |
| Basketbal         | Claus Lufen (WDR) Markus Othmer (BR)                                                                  | Andreas Witte (rbb)                                                                               |                                                 |
| Boksen            | René Kindermann (MDR)                                                                                 | Eik Galley (MDR) Torsten Püschel (MDR)                                                            | Henry Maske                                     |
| Handbal           | Alexander Bommes (NDR)                                                                                | Florian Naß (HR) Hendrik Deichmann (NDR)                                                          | Dominik Klein                                   |
| Kanoën            | Juliane Möcklinghoff (NDR)                                                                            | Guido Ringel (rbb)                                                                                |                                                 |
| Atletiek          | Claus Lufen (WDR)                                                                                     | Ralf Scholt (HR) Wilfried Hark (NDR)                                                              | Frank Busemann                                  |
| Motorsport        | Claus Lufen (WDR)                                                                                     | Philipp Sohmer (SWR)                                                                              |                                                 |
| Wielersport       | Michael Antwerpes (SWR)                                                                               | Florian Naß (HR) Florian Kurz (WDR) Moritz Cassalette (NDR)                                       | Fabian Wegmann                                  |
| Paardensport      | Sabine Hartelt (WDR)                                                                                  | Carsten Sostmeier (NDR) Jörg Tegelhütter (NDR)                                                    |                                                 |
| Roeien            | Juliane Möcklinghoff (NDR)                                                                            | Jan Didjurgeit (NDR)                                                                              |                                                 |
| Zwemmen           | Ralf Scholt (HR)                                                                                      | Tom Bartels (SWR) Alexander Bleick (NDR)                                                          | Franziska van Almsick                           |
| Tennis            | Ralf Scholt (HR)                                                                                      | Matthias Cammann (NDR)                                                                            |                                                 |
| Triathlon         | Ralf Scholt (HR)                                                                                      | Dirk Froberg (HR)                                                                                 |                                                 |
| Turnen            | | Philipp Sohmer (SWR)                                                                              |                                                 |
| Wintersport       | |                                                                                                   |                                                 |
| Biathlon          | Michael Antwerpes (SWR)                                                                               | Christian Dexne (rbb) Wilfried Hark (NDR)                                                         | Kati Wilhelm Magdalena Neuner Arnd Peiffer      |
| Bob/skeleton      | Claus Lufen (WDR)                                                                                     | Eik Galley (MDR)                                                                                  |                                                 |
| Curling           | | Thomas Braml (SR)                                                                                 |                                                 |
| IJshockey         | | Tom Scheunemann (MDR) Bernd Schmelzer (BR) Bodo Boeck (MDR)                                       |                                                 |
| Kunstschaatsen    | | Daniel Weiss (HR)                                                                                 | Katarina Witt                                   |
| Schaatsen         | Franziska Schenk (MDR)                                                                                | Ralf Scholt (HR)                                                                                  |                                                 |
| Freestyle-skiën   | | Jan Wiecken (BR) Tobias Barnerssoi (BR)                                                           |                                                 |
| Noorse combinatie | Stephanie Müller-Spirra (MDR)                                                                         | Torsten Püschel (MDR)                                                                             |                                                 |
| Rodelen           | Claus Lufen (WDR)                                                                                     | Peter Grube (WDR)                                                                                 |                                                 |
| Shorttrack        | | Bodo Boeck (MDR)                                                                                  |                                                 |
| Alpine skiën      | Julia Scharf (BR) Markus Othmer (BR)                                                                  | Bernd Schmelzer (BR) Tobias Barnerssoi (BR)                                                       | Felix Neureuther                                |
| Langlaufen        | Julia Büchler (BR) Stephanie Müller-Spirra (MDR)                                                      | Jens-Jörg Rieck (SWR)                                                                             |                                                 |
| Skispringen       | Lea Wagner (SWR)                                                                                      | Tom Bartels (SWR) Philipp Sohmer (SWR)                                                            | Sven Hannawald                                  |
| Snowboarden       | | Thorsten Iffland (NDR) Johannes Krautheimer (MDR)                                                 |                                                 |

## Tegenwoordige tijd
Ondanks de nodige inspanningen van de betaaltelevisiezender Sky om de eerste Free TV-uitzendingen uit te stellen tot laat in de avond, bleef Die Sportschau de komende jaren in haar zaterdagprogramma verslag doen van de Bundesliga. Sinds januari 2008 begon Die Sportschau om 18.00 uur. Echter, aangezien volgens het contract de Bundesliga pas vanaf 18.30 uur te zien was (uitzondering: als er zeven zaterdagwedstrijden zijn, mag er vijf minuten eerder verslag worden uitgebracht), werd tussen 18:00 uur en het begin van de samenvattingen, b.v. over de twee zaterdagwedstrijden in de 2e Bundesliga en (meestal vijf) wedstrijden in de 3e Bundesliga verslag gedaan.
De zondagseditie van Die Sportschau om 18.00 uur bevatte ook reportages over andere grote sportevenementen. Ook de DFB Cup-wedstrijden werden hier geloot.
Daarnaast was er sinds het seizoen 2013/2014 op zondag een veertig minuten durende sportshow in de regionale derde programma's, waarin de Bundesliga-wedstrijden van zondag te zien waren. Deze sportshow werd uitgezonden op zondagavond om 21.45 uur (BR, hr, NDR, Radio Bremen TV, SWR en WDR) en vanaf 22.00 uur (MDR en rbb).
Ook aan het begin van het seizoen 2013/2014 begon Die Sportschau voor acht uur. Het vijf minuten durende magazine op vrijdag om 19.45 uur gaf een korte blik op de actuele speeldag in de Bundesliga en andere sportieve hoogtepunten van het weekend.
Volgens onderhandelingskringen betaalde ARD 420 miljoen euro voor het pakket uitzendrechten van de Bundesliga waarop de show is gebaseerd voor de vier seizoenen 2013/2014 tot en met 2016/2017. De omroeporganisatie geeft geen informatie over de hoogte van de kosten.